# Признаковое описание
Признаковое описание объекта (англ. feature vector) — это вектор, который составлен из значений, соответствующих некоторому набору признаков для данного объекта. Значения признаков могут быть различного, не обязательно числового, типа. Является одним из самых распространённых в машинном обучении способов ввода данных.

## Формальное определение
Обозначим через X множество объектов, ситуаций, прецедентов некоторой предметной области. Например, в задачах машинного обучения, встречающихся в медицине, прецедентами могут являться пациенты, в сфере кредитования при проведении кредитного скоринга — заёмщики, в задаче фильтрации спама — отдельные сообщения.
Признак (англ. feature) — результат измерения некоторой характеристики объекта, то есть отображение:
{\displaystyle f\colon X\to D_{f}},
где {\displaystyle D_{f}} — множество допустимых значений признака.
Значениями признаков могут быть тексты, графы, оцифрованные изображения, числовые последовательности, записи базы данных и т. п.
В зависимости от множества {\displaystyle D_{f}} признаки делятся на следующие типы:
- бинарный признак: {\displaystyle D_{f}=\{0,1\}};
- номинальный признак: {\displaystyle D_{f}} — конечное множество;
- порядковый признак: {\displaystyle D_{f}} — конечное упорядоченное множество;
- количественный признак: {\displaystyle D_{f}} — множество действительных чисел.

Часто встречаются прикладные задачи с разнотипными признаками, для решения которых подходят далеко не все методы.
Если заданы признаки {\displaystyle f_{1},\dots ,f_{n}}, то вектор {\displaystyle {\mathbf {x} }=(f_{1}(x),\dots ,f_{n}(x))} называется признаковым описанием объекта {\displaystyle x\in X}.
В машинном обучении признаковые описания допустимо отождествлять с самими объектами, то есть: {\displaystyle X=D_{f_{1}}\times D_{f_{2}}\times \dots \times D_{f_{n}}}. При этом множество {\displaystyle X} называют признаковым пространством.
Матрицей объектов-признаков (матрица информации, матрица исходных данных) называется совокупность признаковых описаний объектов обучающей выборки {\displaystyle X^{l}=(x_{1},x_{2},\dots ,x_{l})} длины {\displaystyle l}, записанная в виде матрицы размера {\displaystyle l\times n} ({\displaystyle l} строк, {\displaystyle n} столбцов). Столбцы этой матрицы соответствуют признакам {\displaystyle f_{1},\dots ,f_{n}}, а каждая строка является признаковым описаниям одного обучающего объекта. Такой вид представления является принятым в задачах классификации и регрессионного анализа, и большое число методов обучения подразумевает такое представление данных.

## В приложениях
Встречающиеся на практике задачи могут не содержать удобных для математической обработки данных. Например, в задаче фильтрации спама объекты — сообщения — представлены текстами произвольной длины, могут содержать вложения различных форматов, и т. п. Для приведения данных к стандартному виду применяется процедура — извлечение признаков (англ. feature extraction) из данных или генерация признаков (англ. feature generation). Таким образом, в качестве признака можно брать и любое отображение из множества {\displaystyle X} в множество значений, удобное для обработки. Ничто не мешает в качестве такого отображения взять некоторый алгоритм классификации (или регрессии), что позволяет получать сложные композиции алгоритмов.